# Anilocra meridionalis
Anilocra meridionalis is een pissebed uit de familie Cymothoidae. De wetenschappelijke naam van de soort is voor het eerst geldig gepubliceerd in 1914 door Richardson.